# Sanna Veerman
Sanna Veerman (Edam-Volendam, 29 de enero de 2002) es una deportista neerlandesa que compite en gimnasia artística. Ganó una medalla de bronce en el Campeonato Europeo de Gimnasia Artística de 2023, en la prueba por equipos.

## Palmarés internacional
| Campeonato Europeo | Campeonato Europeo | Campeonato Europeo | Campeonato Europeo   |
| Año                | Lugar              | Medalla            | Prueba               |
| ------------------ | ------------------ | ------------------ | -------------------- |
| 2023               | Antalya (Turquía)  | Medalla de bronce  | Concurso por equipos |